# Stary Las (Ostróda)
Stary Las ist eine Ortsstelle in der polnischen Woiwodschaft Ermland-Masuren. Sie liegt in der Gmina Ostróda (Landgemeinde Osterode in Ostpreußen) im Powiat Ostródzki (Kreis Osterode in Ostpreußen).
Stary Las (übersetzt = „Alter Wald“) liegt südwestlich des Dorfs Turznica (Theuernitz) im Westen der Woiwodschaft Ermland-Masuren.
Es handelt sich um eine Siedlung innerhalb der Kolonie Turznica, umgeben von einem großen Waldkomplex. Über die Geschichte der Siedlung ist nichts weiter bekannt, auch nicht, ob die Ortsstelle vor 1945 eine deutsche Namensform gehabt hat. Das Bürgermeisteramt befindet sich in Turznica, einer Ortschaft im Verbund der Landgemeinde Ostróda (Osterode in Ostpreußen) im Powiat Ostródzki (Kreis Osterode in Ostpreußen).
Kirchlich zugehörig ist Stary Las evangelischerseits zur Kirchengemeinde in der Stadt Ostróda, katholischerseits zur Pfarrei Samborowo ((Königlich) Bergfriede).
Stary Las liegt einer Nebenstraße, die von Gierłoż (Görlitz, vor 1910 Preußisch Görlitz) nach Turznica führt.